# Pectocythere royi
Pectocythere royi is een mosselkreeftjessoort uit de familie van de Pectocytheridae. De wetenschappelijke naam van de soort is voor het eerst geldig gepubliceerd in 1989 door Yassini & Mikulandra.